# Iridium-Anomalie
Als Iridium-Anomalie bezeichnet man die weltweit nachweisbare erhöhte Konzentration des Elements Iridium und anderer Platinmetalle in Sedimentgesteinen, die vor 66 Millionen Jahren, an der Kreide-Paläogen-Grenze, abgelagert wurden.

## Hintergrund
Das Platinmetall Iridium kommt gewöhnlich nur in sehr geringen Konzentrationen von etwa 0,4 ppb in der Erdkruste vor. In Gesteinen der Kreide-Paläogen-Grenze, am häufigsten in karbonatarmen Tonsteinen, wurden weltweit Iridiumkonzentrationen von 0,5 bis 50 ppb beobachtet. Diese teilweise enorm hohen Konzentrationen, die den Durchschnittswert deutlich übertreffen, konnten außer für Iridium auch für die übrigen fünf Platinmetalle Ruthenium, Rhodium, Palladium, Platin und Osmium nachgewiesen werden. Von diesen Metallen lässt sich Iridium am einfachsten durch Neutronenaktivierung nachweisen. Die erhöhten Konzentrationen der übrigen Elemente wurden erst entdeckt, als der Begriff Iridium-Anomalie schon geprägt war.

## Entdeckung
Wissenschaftlich beschrieben wurde die global nachweisbare Anomalie erstmals 1980 von dem Physiknobelpreisträger Luis Walter Alvarez, seinem Sohn, dem Geologen Walter Alvarez, und den Chemikern Frank Asaro und Helen Michel aufgrund der Analyse von Gesteinsschichten bei Gubbio in Italien und bei Stevns Klint in Dänemark. Die italienischen Proben enthielten einen etwa 30-mal höheren Iridiumanteil als normal, der Anteil in den dänischen Proben überstieg die normale Konzentration sogar um das 160-fache. Da solch hohe Iridiumkonzentrationen von bis zu 550 ppb nur von Meteoriten bekannt sind, schlossen die Wissenschaftler auf eine Anreicherung des Elements durch ein  Impaktereignis mit weltweiten Auswirkungen, den Einschlag eines massereichen Meteoriten. Die Verbreitung erfolgte durch den atmosphärischen Transport des hoch aufgewirbelten iridiumhaltigen Staubs des zuvor verdampften Meteoriten. Als Auslöser der Iridium-Anomalie gilt heutzutage der Kreide-Paläogen-Impakt, dessen Zeugnis der Chicxulub-Krater im Norden der Halbinsel Yucatán im Golf von Mexiko ist.

## Irdische Ursache und Gegenargumente
Kritiker sehen in der Impakttheorie nicht die einzige mögliche Ursache, weil Platinmetalle auch durch vulkanische Aktivitäten angereichert werden können. Dagegen sprechen jedoch die überall auf der Erde nachweisbaren ungewöhnlichen Iridium-Isotopenverhältnisse in den Sedimentgesteinen. Gestützt wird die Impakttheorie weiterhin durch die Chrom-Isotopenverhältnisse, die in den gleichen Schichten auftreten und weitgehend denen in chondritischen Meteoriten (Steinmeteoriten) entsprechen.
Heute gilt es als gesichert, dass die Iridium-Anomalie durch den Einschlag eines 10 bis 15 km großen Himmelskörpers verursacht wurde.